# Óscar Ruiz Roa
Óscar Ramón Ruiz Roa (Asunción, 14 maggio 1991) è un calciatore paraguaiano, centrocampista del Grêmio Novorizontino.